# Xã Prairie, Quận Carroll, Arkansas
Xã Prairie (tiếng Anh: Prairie Township) là một xã thuộc quận Carroll, tiểu bang Arkansas, Hoa Kỳ. Năm 2010, dân số của xã này là 7.555 người.